# ОФК „Академик“ (Свищов)
ОФК „Академик“ (Свищов) е студентски футболен отбор от Свищов, България.
Участва в Северозападната група на Трета аматьорска футболна лига. Отборът играе своите домакински мачове на стадион „Академик“ с капацитет 13,500 места, а клубните цветове са небесносиньо и бяло.

## История
10 ноември 1949 г. е паметна дата за свищовския футбол. Тогава в първа аудитория на Стопанска академия в резултат на решение на общото събрание се ражда студентското спортно дружество „Академик“. Футболът в града, разбира се, не започва съществуването си от този момент. Организирано тази игра е присъствала на свищовска земя още преди войната, когато през различни периоди са се изявявали местните „Славия“ и особено „ген. Благой Копчев“. „Академик“ се явява логичен наследник на тези спортни традиции, но за разлика от редица никому неизвестни села и паланки, които гордо афишират учудващо дълголетие в тази област, местният тим приема за своя рождена година сравнително скромната 1949 г. Първи председател на дружеството, в което се включва като основна секция и футбола е проф. Велислав Гаврийски. Освен „Академик“ по това време в Свищов съществуват още три футболни тима, най-изявеният от които е „Строител“. За попълване на състава на Северозападната Б група, една от петте 2-ри дивизии на България по това време се провежда турнир за определяне на свищовския представител в нея, в който „Строител“ надделява с 1:0, но вследствие на администранивни реорганизации в групата са включени и двата отбора и Свищов за известно време става един от малкото градове в страната с два представителя в Б дивизиите.
През 1957 настъпва нова голяма реорганизация на спорта в града, в резултат на която всички футболни дружества („Строител“, „Червено знаме“, „Спартак“ и „Динамо“) се обединяват под знамето на флагмана „Академик“. Следват успешни сезони във Втория ешелон, като отборът се утвърждава като един от най-силните тимове там, с който всички останали трябва да се съобразяват. На няколко пъти „студентите“ са на крачка от постигането на мечтата свищовският тим да се нареди сред най-големите футболни майстори в България.
Моментът за атака настъпва през сезона 1975/76, въпреки че съперник за първото даващо промоция място в Северната Б РФГ е силният състав на „Етър“ ВТ. Всичко обаче е в полза на фаворитизирания от „отговорни фактори“ отбор на окръжния център. На „Академик“ е нужна само победа в последния мач и то като гост срещу „Ангел Кънчев“ (Трявна). Истинска фурор обхваща Свищов, в деня на славата – 5 юни хиляди свищовлии с всякакви възможни превозни средства се отправят към Трявна изпълнени с надежда. БДЖ се принуждава да композира специален влак на локомотива на който е закачен огромен транспарант с надпис „сега или никога“...
„Студентите“ категорично надиграват съперника си и печелят с класическото 0:3, обезмисляйки домакинският успех на „Етър“. На връщане върволицата от автомобили се проточва по думите на очевидци „от Балкана до Дунав“. Търновските катаджии този ден са особено стриктни и почти всеки щастливец видял наживо успеха на „Академик“ отнася фиш със солена глоба. Играчите са посрещнати като герои, а нощта на 5 срещу 6 юни е една от малкото, която никой в града няма да забрави. През лятната пауза в резултат на усилената дейност на доброволци от целия град е изграден сегашният стадион „Академик“ – нали на него вече ще се играят срещи от А група! „Студентите“ се справят добре в елита и завършват сезона в уникален двубой с „Левски-Спартак“ Сф (0:0) в мач привлякъл невероятните 36 000 /населението на Свищов тогава е било не повече от 30 000/. През сезона 1977/78 синьо-белите правят фантастичен марш в турнира за Купата на Съветската армия, който завършва с драматична загуба с 2:0 след продължения от „Марек“ (Ст. Димитров) на полуфинала. По-късно „Марек“ печели и купата надделявайки над „ЦСКА“. За съжаление въпреки добрите резултати в турнира за купата, „Академик“ няма сили да се задържи сред най-добрите в България и отново отпада в Б група. Няколко години по-късно обаче отново няма кой да спре свищовските футболисти по пътя им към върха – в домакински мач срещу борещия се за оставане „Вихрен“ (Сандански) студентите „стратегически“ завършват 1:1 и подпечатват майсторските визи. Следва най-добрия сезон на „Академик“ в елита увенчан с 11-о място. Всички очаквания са за още по-успешно продължение и то наистина е напът да се осъществи, ако не се намесват интересите на по-големите в Българския футбол. Целият сезон отборът играе стабилно и в последния кръг за да осигури оставането си сред майсторите му е нужна победа срещу осигурилия си оставането и не играещ за нищо „Ботев“ Враца. При победа на „Академик“ обаче потърпевш се оказва изялият разгромен бой и в Свищов и в Плевен тим на „Спартак“ Пл. Свищов е малък град, на гърба на който живеят околните окръжни центрове – Русе, Плевен, Велико Търново. След спуснато партийно поръчение от съответните другари мача завършва 1:1 и честта на Плевен е спасена – нищо че „Спартак“ отпада още следващия сезон...
Синьо-белите отново редят силни сезони в Б група, винаги класирайки се на челни позиции. През сезона 1990/91 на „студентите“ не достига... 1 гол! Втори, трети и четвърти са съответно „Добруджа“, „Академик“ и „Доростол“ с еднакъв точков актив. Свищовлии побеждават във Враца с 2:5 но „Добруджа“ излиза по-хитра и печели надпреварата. Следващата година обаче спорът трябва да се разреши в пряк двубой като този път мача е на свищовски терен а противник неособено силния „Хасково“, който прави подозрително силен пролетен полусезон (за сведения есента „Академик“ ги побеждава в Хасково с 1:2). Градът отново е изпълнен с очакване. Изненадващо няколко дни преди мача в разрез с всички правилници и наредби „Хасково“ картотекира взетите под наем за 1 мач трима състезатели на „Хебър“ Пз. Протестите на свищовската футболна общественост остават глас в пустиня – и тримата започват като титуляри за „Хасково“. Оказва се че мафиотът-бос на гостите Йордан Кичеков си е направил тройна подсигуровка – през първото полувреме съдията отменя чист гол на „студентите“, а в края на мача защитник на „Академик“ „подарява“ топката на един от наемниците – Кирил Василев и той бележи. Симеон Кръстев в ответната атака изравнява, но за повече няма време – 1:1. През сезон 2012/13 „студентите“ печелят промоция за Б група с изцяло местни кадри, но след треньорска смяна и изцяло нов отбор „Академик“ завършват на последната позиция в класирането и отново се връщат при аматьорите.

## Треньорски щаб
- Кириякос Георгиу – Старши треньор
- Ивайло Тодоров – Помощник треньор
- Тодор Борисов – Помощник треньор
- Айдин Динар – Треньор на вратарите
- Гейнър Дейвис – Кондиционен треньор

## Успехи
- 11 място в А група през 1985/86
- 2 пъти шампион на Б група през 1975/76; 1984/85
- 4 участия в А група през 1976/77; 1977/78; 1985/86; 1986/87 – Общо 120 мача, 36 победи, 26 равенства, 58 загуби, г.р. 136:195
- Полуфиналист за Купата на Съветската армия през 1977/78
- 1 място в Северозападна В група през 2012/13
- Финалист за Купа на Аматьорската футболна лига през 2023/2024

### За контакти
- Адрес: Свищов 5250, ул. „Цар Освободител“ 2.
- Телефон/факс: (+359 745) 23554.